# Söderån

Söderån är ett vattendrag i trakten Ågesta i Huddinge kommun. Ån rinner från sjön Orlången till Ågestasjön och börjar vid Orlångens norra vik "Fräkenbotten". Vattendraget är cirka 1200 meter långt och rinner till största delen genom ett våtmarksområde som kallas "Pumphusängen". Söderån och Pumphusängen ingår i Orlångens naturreservat.

## Beskrivning
Söderån var det naturliga och ursprungliga utloppet från Orlången. Sedan slutet av 1800-talet sker utloppet huvudsakligen via den grävda Orlångsån. Under första världskriget uppfördes en fördämning av ingenjörstrupper i närheten av Orlången. En del vatten rinner dock fortfarande fram via Söderån och speciellt på våren eller efter stark nederbörd översvämmas den så kallade "Pumphusängen". Söderåns mynningsområde till Åbysjön är ett fågelskyddsområde.

## Bilder

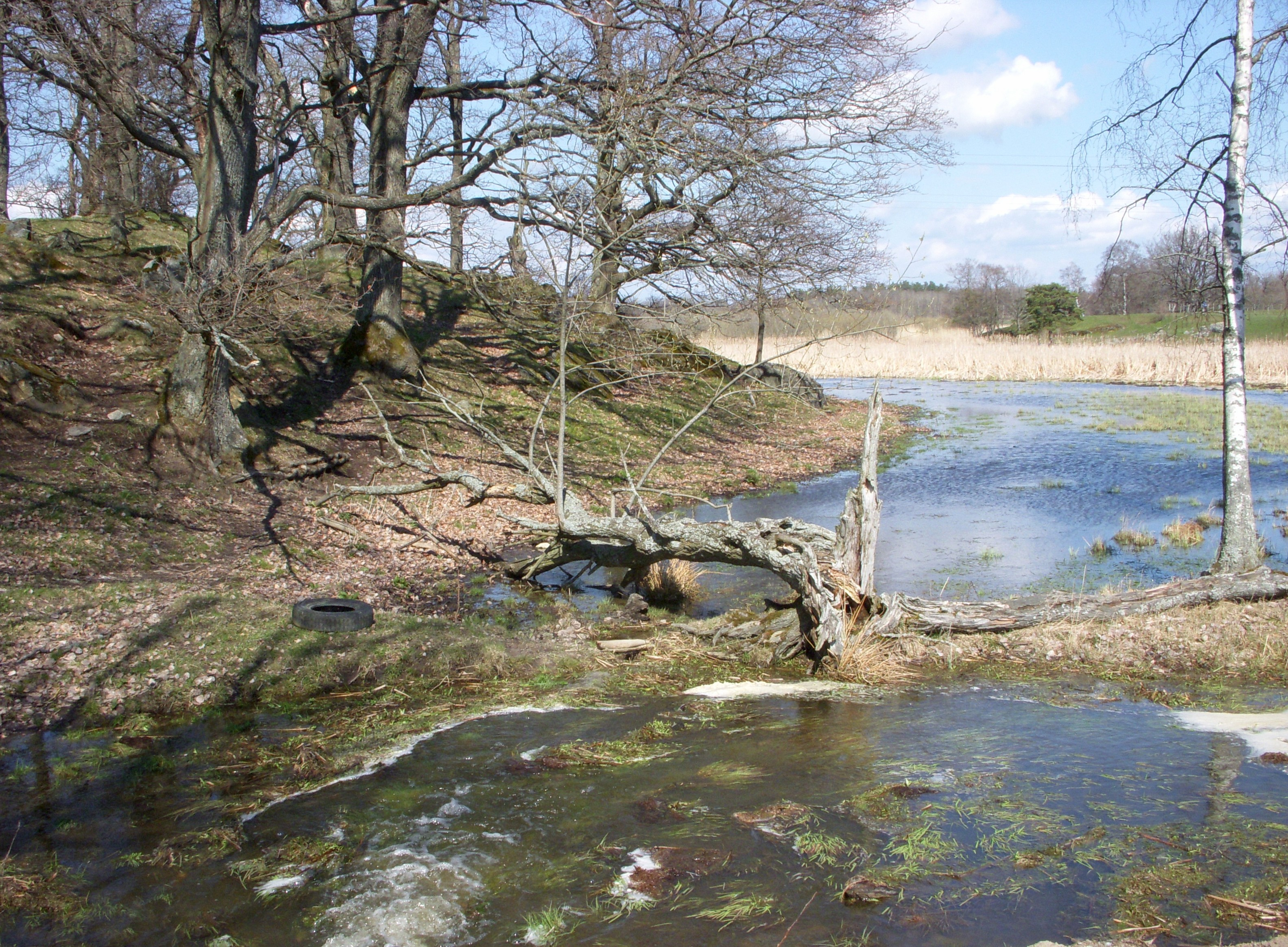
Söderån, mynning till Ågestasjön
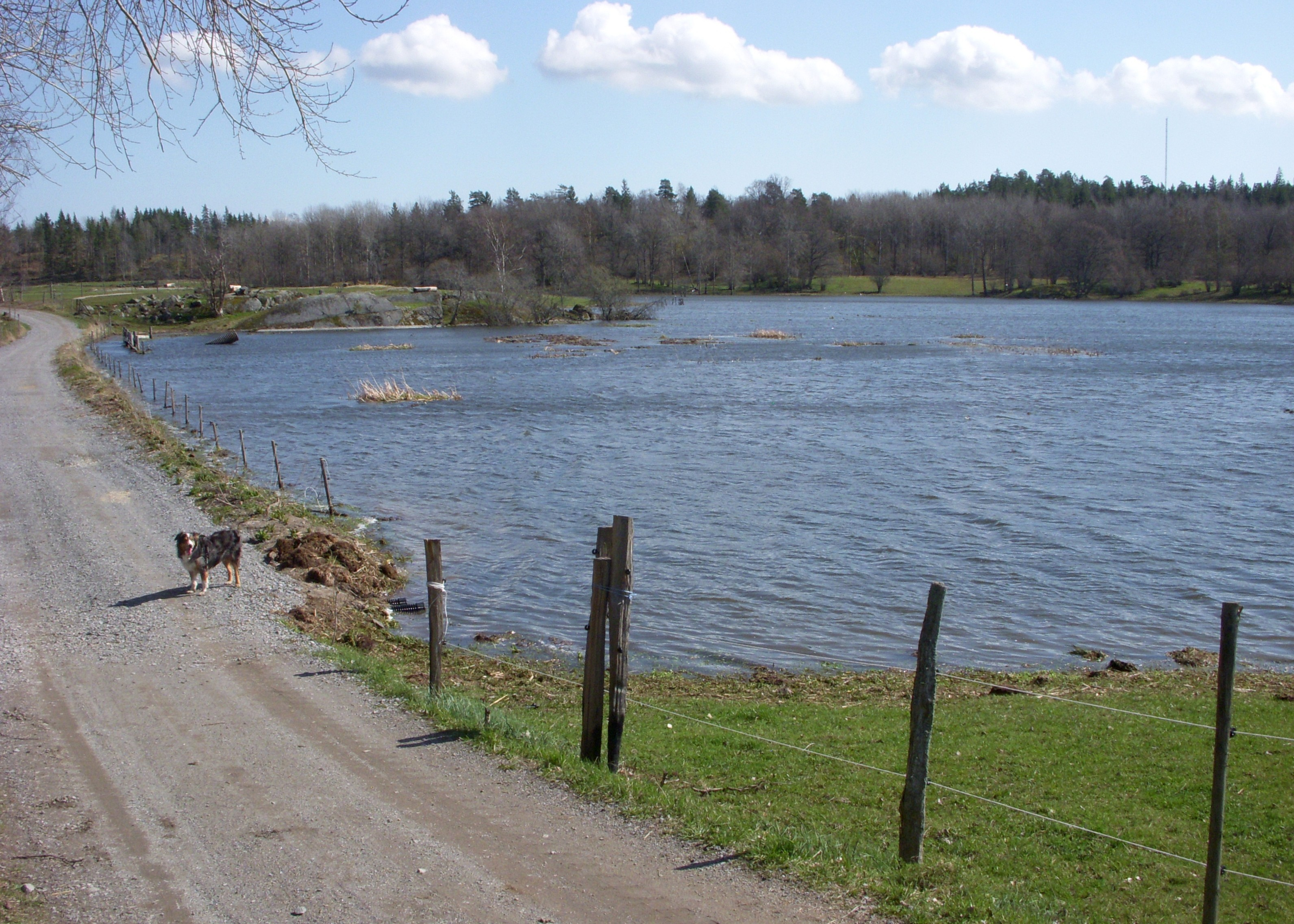
Söderån med den översvämmade Pumphusängen
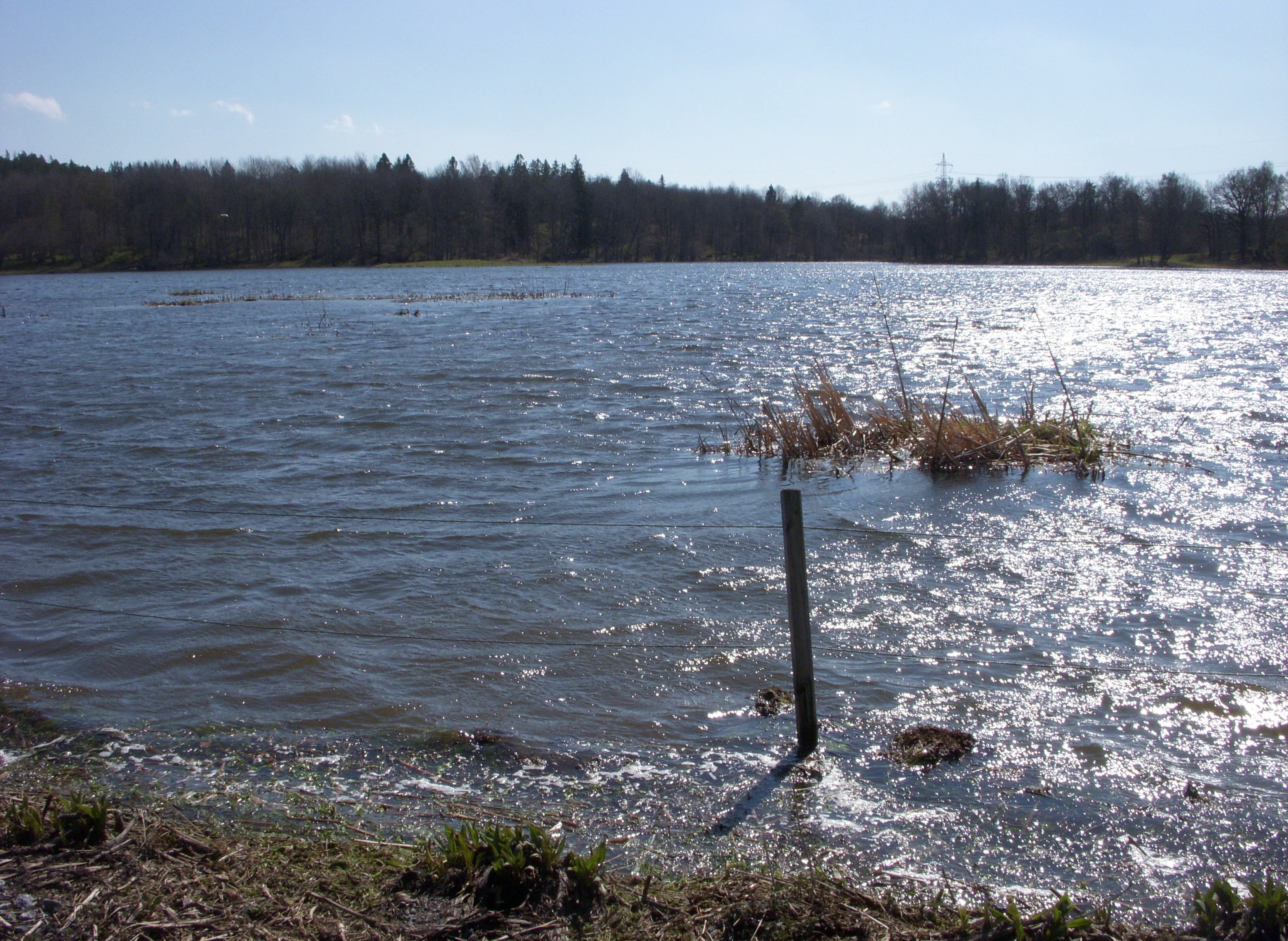
Pumphusängen, vy mot syd i april 2012
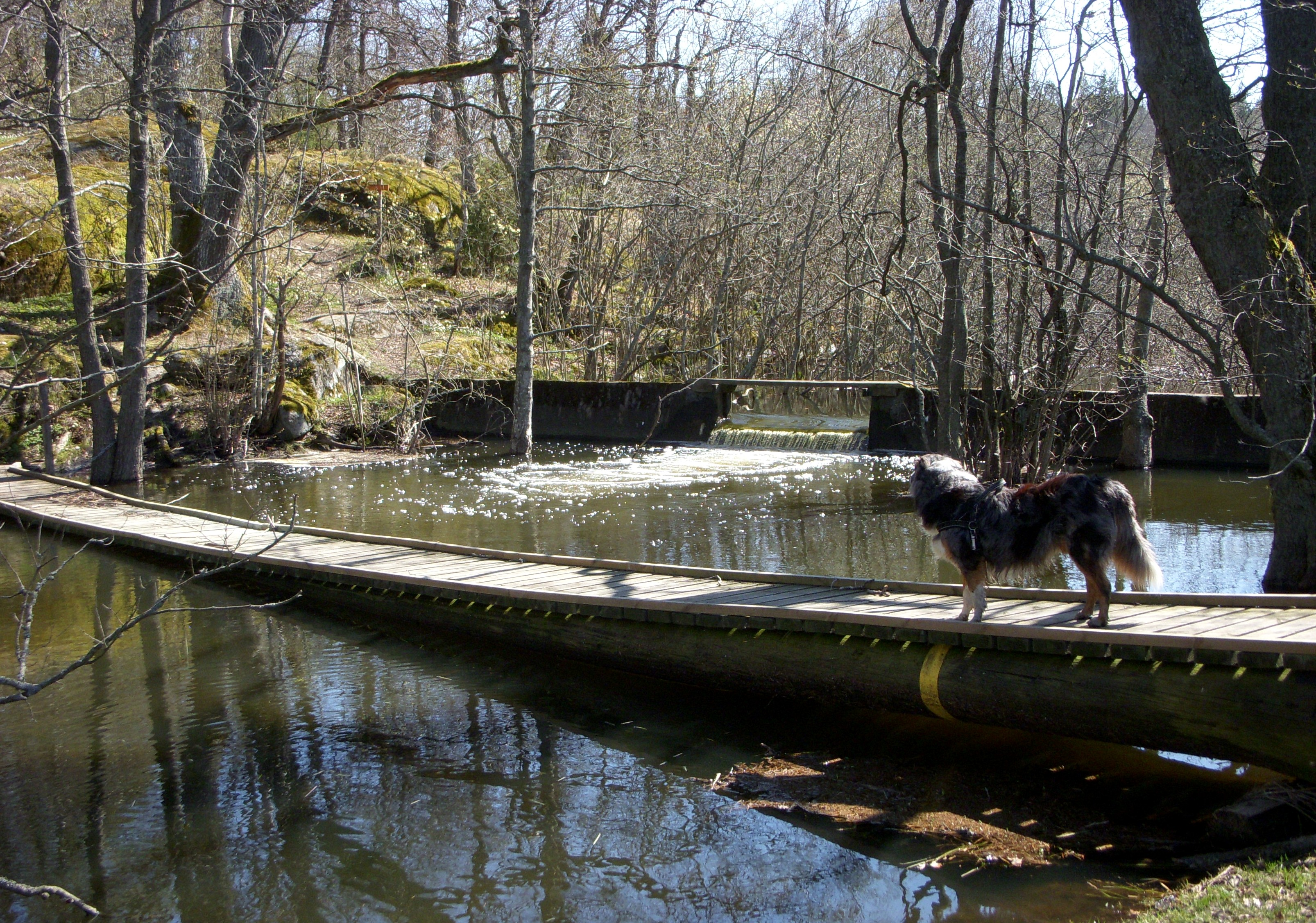
Söderåns fördämning vid Orlången